# Кузьминовка (Орловская область)
Кузьминовка — деревня в Колпнянском районе Орловской области. Входит в состав Карловского сельского поселения. Население — 7 чел. (2010).

## География
Кузьминовка находится в пределах центральной части Среднерусской возвышенности, в лесостепной зоне, в юго-восточной части области, в центральной части района.
Уличная сеть не выражена; деревня сформирована двумя обособленными кварталами.
Климат
Климат умеренно континентальный; средняя температура января −8,5 °C, средняя температура июля +18,5 °C. Среднегодовая температура воздуха составляет +4,6 °C. Абсолютный минимум температуры воздуха составляет -38 °C, а абсолютный максимум +37 °C. Годовое количество осадков 500—550 мм, в среднем 515 мм. Количество поступающей солнечной радиации составляет 91-92 ккал/см². По агроклиматическому районированию деревня Кузьминовка, также как и весь район и поселение, относится к южному с коэффициентом увлажнения 1,2-1,3.
Часовой пояс
деревня Кузьминовка, как и вся Орловская область, находится в часовой зоне МСК (московское время). Смещение применяемого времени относительно UTC составляет +3:00.

## Население
| 2010 |
| ---- |
| 7    |

Национальный состав
Согласно результатам переписи 2002 года, в национальной структуре населения русские составляли  100 % от общей численности населения в 11  жителей

## Инфраструктура
Личное подсобное хозяйство с зоной сельскохозяйственного использования, индивидуальная застройка усадебного типа. 

## Транспорт
Просёлочные дороги. 